# Anian
Anian – imię męskie pochodzenia łacińskiego, genetycznie cognomen od imienia rodu (gentilicium Annia, gens Annia). Pochodzenie „gentilicum” jest niejasnej etymologii. Patronem tego imienia jest m.in. św. Anian, biskup Aleksandrii.

W oryginalnej wersji językowej serii książeczek o Mikołajku René Goscinnego było to imię postaci, która w polskim tłumaczeniu występuje jako Ananiasz. 
Anian imieniny obchodzi 25 kwietnia, 10 listopada i 18 maja.
Odpowiedniki w innych językach:
- łacina — Anianus, Annianus
- język francuski — Agnan, Aignan
- język włoski — Aniano, Anniano

Zobacz też:
- Aignan
- Cieśnina Anian
- Ramonville-Saint-Agne
- Saint-Agnan (Saona i Loara)
- Saint-Agnan-de-Cernières
- Saint-Agnant